# Макі Салл
Макі Салл (фр. Macky Sall; нар. 11 грудня 1961, Фатік, Сенегал) — сенегальський політик, 4ий президент Сенегалу з 2 квітня 2012 року до 2 квітня 2024 року. При президенті Абдулаї Ваде, Макі Салл був прем'єр-міністром Сенегалу з квітня 2004 по червень 2007 року, і головою Національної асамблеї Сенегалу з червня 2007 по листопад 2008 року. Також він був двічі мером міста Фатік: з 2002 по 2008 рік і з квітня 2009 року.
Салл був давнім членом Сенегальської демократичної партії (СДП). Після конфлікту з Ваде, він був знятий з посади президента Національної асамблеї в листопаді 2008 року, після чого Макі Салл заснував свою власну партію і приєднався до опозиції. Отримавши друге місце в першому турі президентських виборів 2012 року, він отримав підтримку інших кандидатів від опозиції і здобув перемогу над Ваде у другому турі голосування, що відбулось 25 березня 2012.
3 жовтня 2022 року прийняв міністра закордонних справ України Дмитра Кулебу, та запевнив, що Сенегал рішуче підтримує територіальну цілісність України.